# 布罗默
布罗默（德語：Brome，發音：[ˈbʁoːmə]）是德国下萨克森州吉夫霍恩县的市镇，面积36.83平方千米，2023年12月31日人口为3,311人。